# Chiesa di Sant'Andrea (Wanborough)
La chiesa di Sant'Andrea (in inglese Church of St Andrew), è la chiesa anglicana che si trova a Upper Wanborough nel villaggio e parrocchia civile di Wanborough nella contea del Wiltshire nel Sud Ovest dell'Inghilterra, Regno Unito. La storia del luogo di culto inizia attorno al XIV secolo, rientra nella diocesi di Bristol ed è considerato un monumento di prima categoria per il suo particolare interesse storico e architettonico.
La chiesa di Sant'Andrea a Wanborough è una delle sole tre chiese in Inghilterra ad avere due torri, una delle quali con la guglia.

## Storia

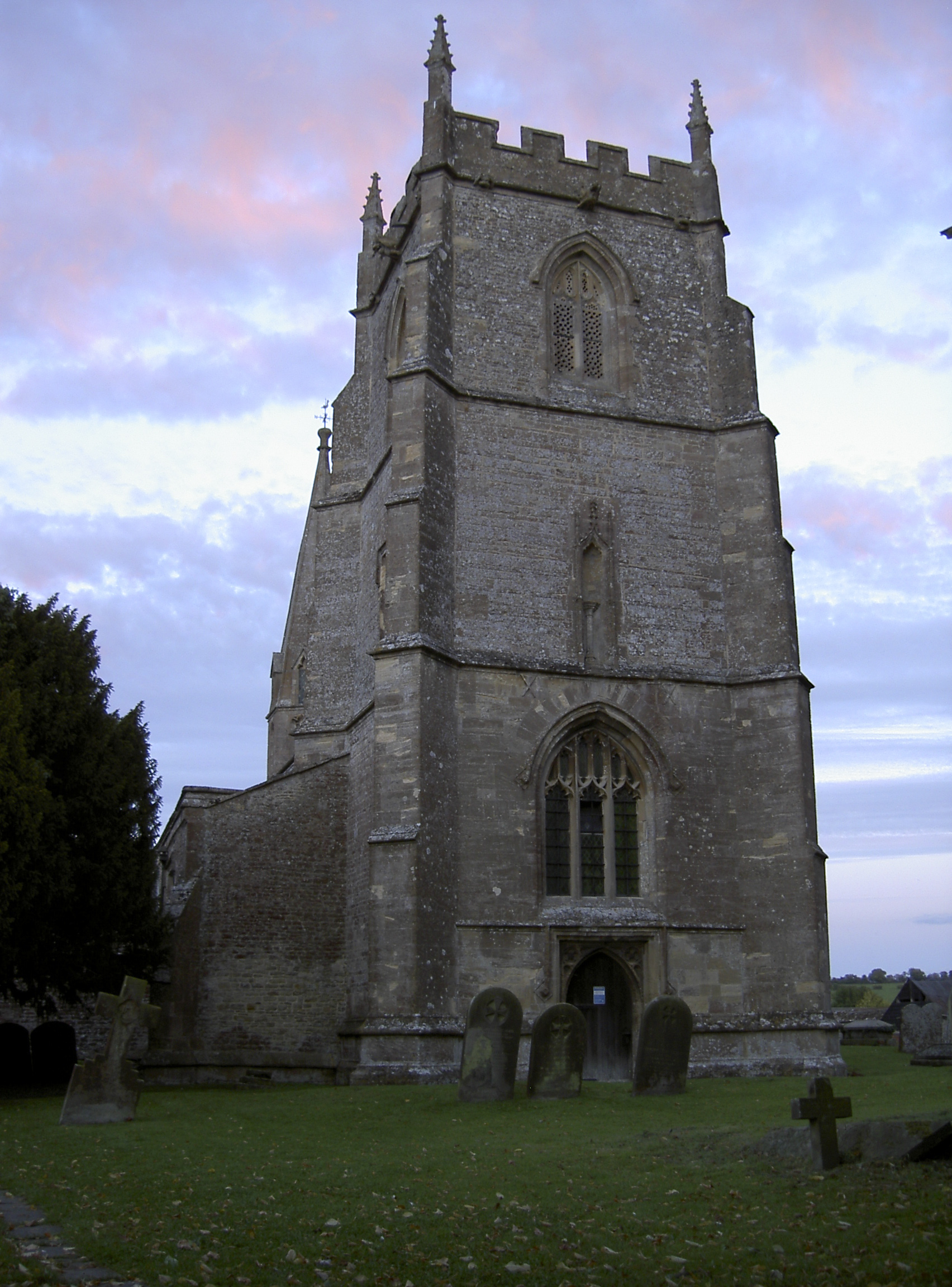
Torre laterale della chiesa

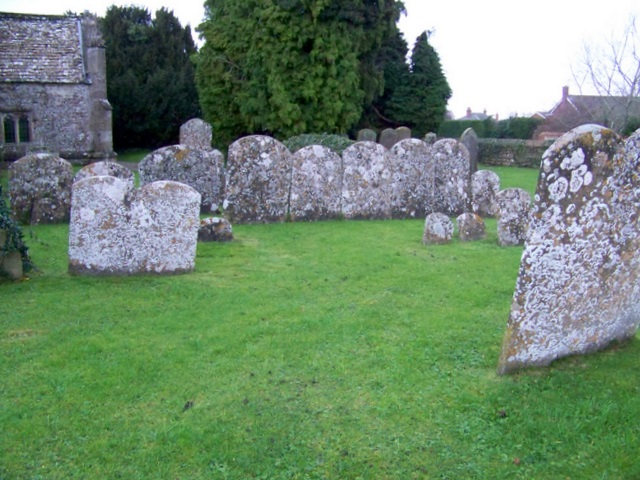
Cimitero della comunità accanto alla chiesa con alcune lapidi storiche

La prima chiesa di Wanborough, con le sue decime e alcuni terreni annessi, era tra quelle concesse da Osmundo di Salisbury al capitolo di Salisbury nel 1091. Era ancora di proprietà del capitolo nel 1146, ma a quanto pare non più nel 1158. L'avvocatura era presumibilmente inclusa nella concessione della chiesa al capitolo, ma quello che avvenne in seguito non è chiaro. Potrebbe essere passata ai signori del feudo principale di Wanborough, i conti di Perche, e da questi ai cluniacensi di Nogent-le-Rotrou. Nel 1270 fu fondata una cappella dedicata a Santa Caterina da Emily Longespée, vedova di Stephen Longespée, signore del maniero. La dotò di una piccola proprietà per sostenere due cappellani e un segretario che dovevano dire il mattutino e i vespri e celebrare la messa ogni giorno. Il cappellano anziano veniva apparentemente nominato a vita e veniva chiamato guardiano, mentre l'altro si diceva fosse eletto. Seguirono altre piccole concessioni, tra cui alcuni terreni per ampliamenti della cappella. Nel 1280, quando furono concessi altri terreni, fu aggiunto un altro sacerdote. Nel 1329 altri terreni furono concessi da Roberto di Wanborough per il mantenimento di un altro cappellano. Al momento della morte di Robert, intorno al 1334, sembra che ci siano state proposte di utilizzare parte del terreno per una nuova fondazione per sostenere due cappellani nella chiesa parrocchiale o nella cappella di Santa Caterina, per pregare per il signore del maniero, per John di Wanborough, fratello di Robert, e per le anime di Emily Longespée, Robert di Wanborough e Robert di Hungerford. Non si sa altro di queste proposte e nel 1336 le dotazioni della cappella prevedevano il mantenimento di due cappellani e un custode, che seguivano le regole della fondazione originale e celebravano la messa per il vescovo di Salisbury e i membri della famiglia Wanborough. Nel presbiterio della cappella venivano inoltre conservati necrologi per Emily Longespée e Robert di Wanborough. In accordo con i rettori della chiesa parrocchiale, le offerte fatte alla cappella potevano essere trattenute a condizione che nessuno dei parrocchiani fosse ammesso ai sacramenti. Nel 1273 i cappellani furono esentati dalla giurisdizione arcidiaconale e, più o meno nello stesso periodo, da tutte le tasse del signore. Il diritto di patrocinio della cappella passò dal fondatore ai successivi signori del feudo di Wanborough, sebbene nel 1361 si fosse presentato il vescovo di Salisbury. Nel 1483 Francis, visconte Lovel, vendette la cappella e la sua tenuta a William Waynflete, vescovo di Winchester. Nello stesso anno Waynflete cedette la proprietà al Magdalen College di Oxford. L'ultima presentazione registrata di un custode avvenne quell'anno, sebbene i membri del college continuassero a predicare lì il giorno di Santa Caterina e in altre occasioni. Nel 1535 si continuavano a fare offerte, ma la cappella fu comunque poco utilizzata e fu probabilmente demolita nel 1549. Nel 1290 la priora di Amesbury affermò che Nogent-le-Rotrou aveva detenuto l'avvocatura di Wanborough per 100 anni e poi l'avevarestituita. A quel tempo la stava rivendicando contro il signore del maniero, Stephen Longespée, che, a suo dire, l'aveva ingiustamente presentata alla chiesa alcuni anni prima. Sei anni dopo, nel 1296, sembra che sia stato stabilito che l'avvocatura apparteneva ai signori di Wanborough, poiché quell'anno il conte e la contessa di Lincoln la trasferirono al priorato di Amesbury. La canonica fu probabilmente espropriata dal priorato poco dopo. Nel 1305 l'abbazia di Fontevrault, casa madre di Amesbury, chiese senza successo di presentare un vicario alla chiesa. Dopo lo scioglimento, la canonica e l'avvocatura furono concesse nel 1541 al decano e al capitolo di Winchester. John Snowe di Wilcot ed Ellis Wyn di Winchester presentarono rispettivamente nel 1543 e nel 1551, probabilmente in qualità di agricoltori della canonica. Nel 1639 l'affitto della tenuta della canonica a Henry Hedges escludeva espressamente il diritto di presentazione. La regina fu patrona per un lasso di tempo limitato nel 1583. Tutte le decime rettorali furono abolite dall'Inclosure Act del 1779, quando la terra fu assegnata ai proprietari. Nel 1668 si diceva che un ex vicario avesse lasciato che la casa del vicariato cadesse in rovina e vi avesse aggiunto terreno senza il permesso del vescovo. Si diceva che nel 1686 la casa fosse in buone condizioni. Nel 1812 il curato viveva nella casa del vicariato, descritta come nuova e piccola. 
L'edificio che ci è pervenuto risale al XIV secolo, quando fu ricostruito anche il resto della navata originale. È possibile che la curiosa disposizione tra navata e presbiterio perpetui la pianta di una precedente chiesa cruciforme. Le uniche testimonianze dell'edificio precedente sono il fonte battesimale normanno e alcune pietre riutilizzate nelle pareti della navata. È stato ipotizzato che il portale nord della navata, con le sue elaborate incisioni trecentesche su arco e stipiti, sia stato portato dall'ex cappella di Santa Caterina a Wanborough. Il presbiterio, il portico settentrionale e la torre occidentale merlata a tre piani furono costruiti nel XV secolo. Una targa in ottone sulla torre ne attesta l'inizio nel 1435, menzionando come benefattori Thomas Polton, sua moglie Edith e altri. Sono state fornite varie spiegazioni leggendarie sull'esistenza delle due torri della chiesa, una a ciascuna estremità della navata. Non era raro, tuttavia, che imponenti torri occidentali venissero aggiunte alle chiese parrocchiali nel XV secolo, principalmente per ospitare il numero di campane allora ritenuto necessario. Nel caso di Wanborough, la torre precedente e più piccola potrebbe aver continuato a ospitare la campana del sanctus. Il presbiterio recente risale alla fine del XV secolo ed è possibile che una ricostruzione della navata nello stesso stile, con la demolizione della torre centrale, fosse stata contemplata ma mai realizzata. In un periodo successivo all'esistenza della torre occidentale, il tetto della navata fu ribassato ed è possibile che in questo periodo sia stato aggiunto un lucernario poco profondo. Il lucernario non contiene più finestre, sebbene una finestra sul lato nord sia sopravvissuta fino al XIX secolo. Nel 1887 la chiesa fu sottoposta a un restauro durante il quale furono rimossi l'intonaco e l'imbiancatura interna, riportando alla luce dipinti murali del XV secolo. Uno di questi, raffigurante l'Ingresso a Gerusalemme, è stato conservato sulla parete nord della navata.

## Descrizione
L'English Heritage ha inserito dal 26 gennaio 1955 la chiesa di Sant'Andrea nella parrocchia civile di Wanborough tra gli edifici storici come monumento classificato di prima categoria col numero 1185526. Il luogo di culto rientra nella diocesi di Bristol.

### Esterni
Il luogo di culto si trova nell'abitato di Upper Wanborough, posto a sud del villaggio della parrocchia civile di Wanborough nel Sud Ovest, Inghilterra, Regno Unito. Come particolarità distintiva la chiesa di Wanborough è una delle sole tre chiese parrocchiali medievali inglesi dotate sia di una torre centrale con guglia sia di una torre laterale. Le altre due sono la chiesa di Santa Maria di Purton e la chiesa dei Santi Pietro e Paolo di Ormskirk. Il luogo di culto occupa una posizione dominante a Upper Wanborough, con il terreno che degrada ripidamente verso sud e ovest. È costruita in gran parte in pietra calcarea locale e si compone di un presbiterio con sagrestia a nord, una navata centrale a navate laterali, portici a nord e a sud e una torre occidentale. Presenta alcune caratteristiche di una pianta cruciforme, con una campata aggiuntiva tra la navata centrale e il presbiterio, divisa da entrambi da archi trasversali. Sopra questa campata si alza la snella torre esagonale con una guglia in pietra. Ai lati si trovano piccoli transetti, divisi dalle navate laterali da archi ma che non sporgono oltre i muri perimetrali. Il transetto sud è utilizzato come cappella con una moderna dedicazione a Santa Caterina. Sopra vi sono piccoli archi aggiuntivi a nord e a sud che contribuiscono a fornire un sostegno per la torre. Sia la torre sia la guglia presentano finestre su entrambe le facciate, che illuminano l'area interna sottostante. Tutti questi lavori risalgono al XIV secolo, quando fu ricostruito anche il resto della navata, che si compone di quattro campate. È possibile che la curiosa disposizione tra navata e presbiterio perpetui la pianta di una precedente chiesa cruciforme. Le uniche testimonianze dell'edificio precedente sono il fonte battesimale normanno e alcune pietre riutilizzate nelle pareti della navata. È stato ipotizzato che il portale nord della navata, con le sue elaborate incisioni trecentesche su arco e stipiti, sia stato portato dall'ex cappella di Santa Caterina a Wanborough. L'edificio è in laterizio con tetti in pietra e ardesia. La torre occidentale merlata è su tre piani. Vi sono finestre a bifora con trafori ogivali a cuspide. La porta nord è a sesto acuto dell'inizio del XIV secolo e con decorazione naturalistica intagliata a tralci sugli stipiti. Il portico meridionale presenta un timpano con pinnacoli laterali. La piccola porta nord arriva al presbiterio. Il cimitero della comunità conserva numerose lapidi e tombe a cassa del XVIII e dell'inizio del XIX secolo, in particolare a sud e a sud-est.

### Interni
La sala è di grandi dimensioni con navata centrale e pilastri quadrilobati e arcate a sesto acuto che la separano dalle laterali. Si conservano tracce di pittura murale a sinistra della porta nord. La porta della scala della torre presenta un arco di scarico a palafitte. La cappella di Santa Caterina a nord-est presenta un ingresso a testa ogivale di inizio XIV secolo nella parete sud. Nella sala si conserva una lapide con timpano del XVI secolo sormontata da una fitta iscrizione e poi mensole laterali, quella di sinistra presenta un frammento di scultura probabilmente di inizio XIV secolo. Il fonte battesimale è semplice, a vasca. Il portico sud conserva due statue raffiguranti un uomo e una donna che potrebbero risalire al XIII secolo. Tra i monumenti presenti nella chiesa figurano una lastra in ottone con le figure di Thomas Polton e di sua moglie Edith, entrambi morti nel 1418, e una lapide murale con una lunga iscrizione che probabilmente commemora Anthony Hinton. Una lapide nella sagrestia è in memoria di Thomas Gray.